# 20440 McClintock
20440 McClintock è un asteroide della fascia principale. Scoperto nel 1999, presenta un'orbita caratterizzata da un semiasse maggiore pari a 2,4300856 UA e da un'eccentricità di 0,1901102, inclinata di 0,85667° rispetto all'eclittica.